# Ipertoni (musica)

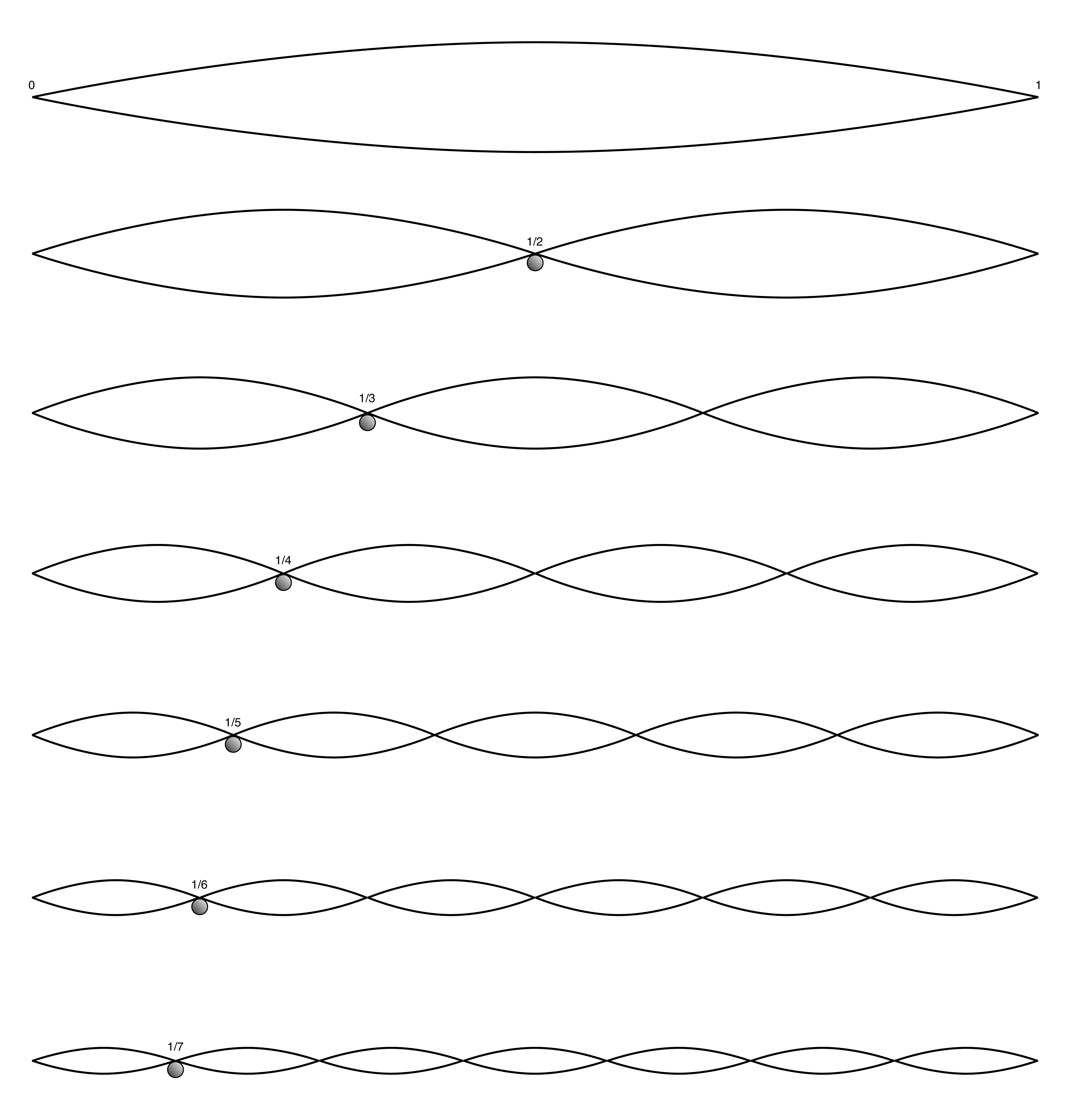
Ipertoni armonia

Gli ipertoni sono le componenti di un suono complesso dotate di una frequenza superiore a quella della fondamentale. Se le frequenze degli ipertoni sono multipli interi della frequenza della fondamentale, essi si dicono armoniche. 
Nello spettrogramma del suono, gli ipertoni sono evidenziati dai massimi del grafico.
In natura è estremamente difficile trovare un suono che contenga una sola frequenza, pertanto le note suonate dagli strumenti classici sono come degli accordi di più note, solo con l'avvento degli strumenti elettronici è possibile produrre agilmente suoni monofrequenza.
In particolare, gli ipertoni si presentano negli strumenti a corda, nei fiati e nella voce umana.

## Il calcolo
Consideriamo una corda a estremi fissi sollecitata in modo da dar luogo a un'onda sonora; questa inizia a viaggiare avanti e indietro lungo la corda (onda stazionaria) e l'equazione che ne descrive il comportamento è
{\displaystyle y(x,t)=2y_{0}\sin {\frac {2\pi x}{\lambda }}\cos {2\pi ft}}
dove y è la deformazione trasversale, x è la posizione sull'orizzontale, t è il tempo, {\displaystyle \lambda } è la lunghezza d'onda, f è la frequenza.
Bisogna notare che alle estremità della corda, che supponiamo lunga L, l'oscillazione deve essere nulla (cioè y = 0) perché si è ipotizzato che gli estremi siano fissi. 
{\displaystyle y(x=L,t)=0\Rightarrow \sin {\frac {2\pi L}{\lambda }}=0}
che porta a
{\displaystyle \lambda _{n}={\frac {2L}{n}},\;n>0}.
Questo risultato vale per corde a estremi fissi o canne aperte a entrambi i lati o chiuse su entrambi i lati. Da ciò si conclude che sono onde stazionarie tutte quelle con lunghezza d'onda contenuta un numero intero di volte nel doppio della lunghezza della corda. Il numero n corrisponde al numero d'ordine delle armoniche. 
L'interpretazione è semplice: a una perturbazione di una corda, o colonna d'aria che sia, corrisponde l'emissione di un suono fondamentale. A esso se ne sovrappongono altri, causati dalla vibrazione del mezzo, ma solo quelli con la lunghezza d'onda che abbiamo determinato sono durevoli nel tempo (e quindi percepibili). 
Per le corde fissate a un solo estremo o canne aperte su un solo lato vale invece
{\displaystyle \lambda _{m}={\frac {4L}{m}}}  con m dispari.
È bene rimarcare che questi risultati sono validi solo approssimativamente, perché si ipotizza che la velocità del suono non dipenda dalla frequenza. In realtà l'onda sonora si propaga a velocità diversa a seconda della frequenza; come conseguenza, gli ipertoni delle note di alcuni strumenti non sono armonici (ovvero multipli esatti del tono fondamentale).

## Nella pratica
Un elevato numero di ipertoni corrisponde a un suono armonioso e ricco: il violoncello, ad esempio, produce più di dieci armoniche mentre gli strumenti a fiato più semplici (come il flauto dolce) ne producono non più di tre o quattro. Il diapason, invece, è in grado di emettere un "la" a 440 hertz molto puro, cioè praticamente senza ipertoni. Il pianoforte, infine, ben rappresenta la categoria degli strumenti che non producono armoniche esatte: si parla in tal caso di inarmonicità degli ipertoni. 
Gli ipertoni caratterizzano fortemente il timbro di uno strumento, come rilevato da Helmholtz: la prima armonica, se abbastanza intensa, conferisce “sostanza” al suono; la seconda dà limpidezza, la sesta e l'ottava lo rendono squillante, la settima e la nona lo inaspriscono. Strumenti privi di armoniche pari (come il clarinetto, o in generale le "canne chiuse") hanno un caratteristico timbro "nasale", immediatamente riconoscibile.